# رغبة جنسية

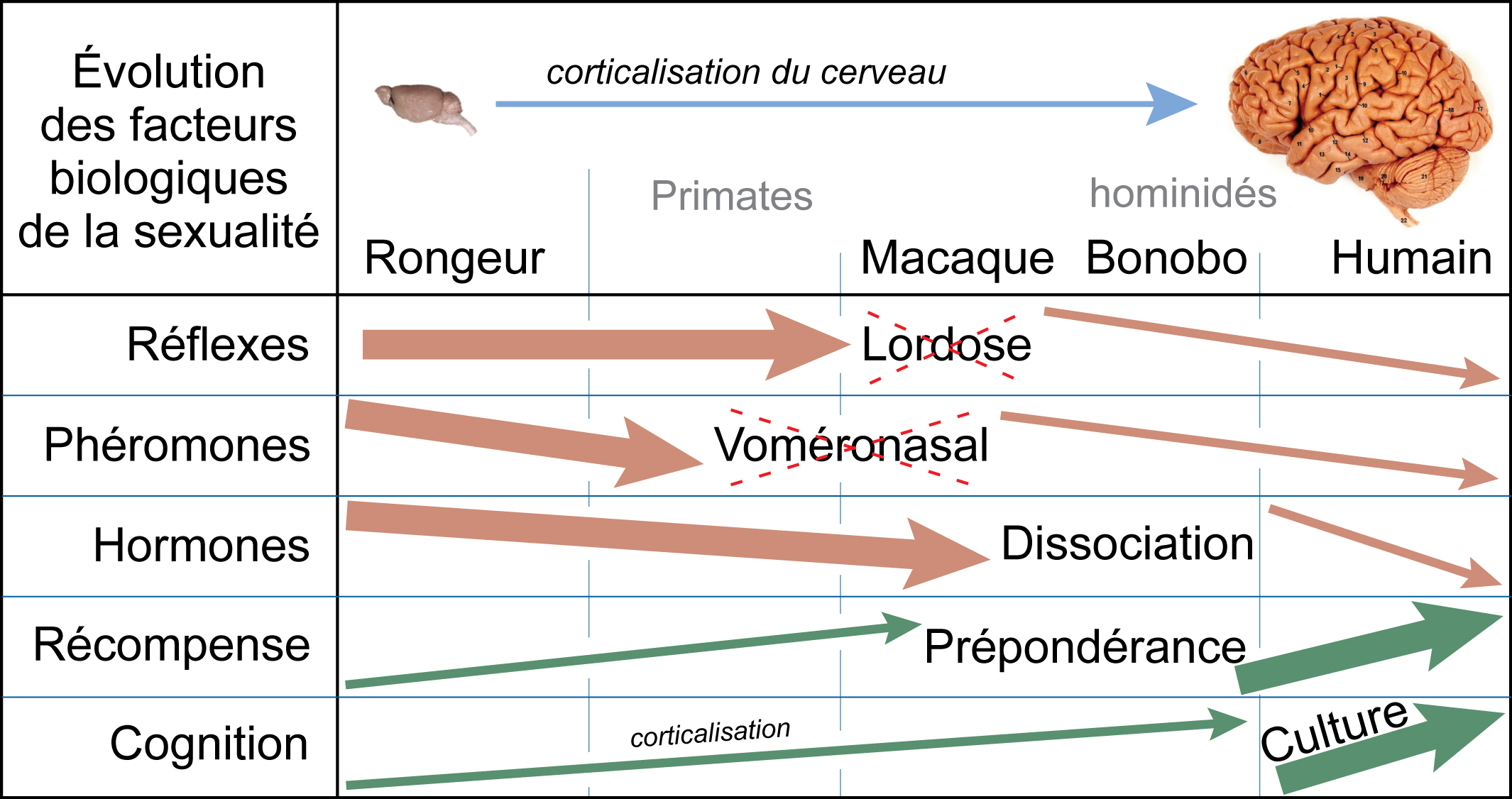

الغُلْمَة أو الرغبة الجنسية (بالإنجليزية: Sexual desire)‏ هي حالة تحفيزية واهتمام بالأشياء أو الأنشطة الجنسية، أو كتمني أو دافع للبحث عن أشياء جنسية أو للانخراط في أنشطة جنسية. مرادفات الرغبة الجنسية هي الدافع الجنسي والجاذبية الجنسية والشهوة. الرغبة الجنسية هي جانب من جوانب الحياة الجنسية للشخص، والتي تختلف بشكل كبير من شخص لآخر، كما أنها تختلف باختلاف الظروف في وقت معين. لا يختبر الجميع الرغبة الجنسية. أولئك الذين لا يختبرون الرغبة الجنسية يُصنفون على أنهم لاجنسيون.
قد تكون الرغبة الجنسية الحدث الجنسي الأكثر شيوعًا في حياة الرجال والنساء. تُعد الرغبة الجنسية حالة شعور ذاتية يمكن أن تنطلق من إشارات داخلية وخارجية، قد تؤدي أو لا تؤدي إلى سلوك جنسي صريح. يمكن إثارة الرغبة الجنسية من خلال الخيال والتخيلات الجنسية، أو إدراك الفرد الذي يجده المرء جذابًا. تُبنى أيضًا الرغبة الجنسية وتُضخم من خلال التوتر الجنسي الناجم عن الرغبة الجنسية التي لم تُحقق بعد.
يمكن أن تكون الرغبة الجنسية عفوية أو سريعة الاستجابة. الرغبة الجنسية ديناميكية، ويمكن أن تكون إيجابية أو سلبية، ويمكن أن تختلف في شدتها اعتمادًا على الشيء/الشخص المطلوب. وصف ستيفن ب. ليفين طيف الرغبة الجنسية على النحو التالي: النفور ← الصد ← اللامبالاة ← الاهتمام ← الحاجة ← الشغف.
يعد إنتاج واستخدام الفكر والفانتازيا الجنسية جزءًا مهمًا من الرغبة الجنسية التي تعمل بشكل صحيح. بعض المظاهر الجسدية للرغبة الجنسية عند البشر هي: لعق وامتصاص وتجعيد ولمس الشفتين وكذلك إبراز اللسان.

## الرؤى النظرية
عادة ما يستخدم المنظرون والباحثون إطارين مختلفين في فهمهم للرغبة الجنسية للإنسان. الأول هو إطار بيولوجي إذ تنبع الرغبة الجنسية من قوة تحفيزية فطرية مثل الغريزة، الدافع، الحاجة، الحث، الرغبة، أو التمني. تُعرف الرغبة الجنسية أيضًا باسم الدافع الجنسي. ثانيًا، في نظرية اجتماعية ثقافية حيث تُصور الرغبة كعامل واحد في سياق أكبر بكثير (أي العلاقات المتداخلة داخل المجتمعات، المتداخلة داخل الثقافات). في النهج البيولوجي، يُشبه الدافع الجنسي بالدوافع البيولوجية الأخرى مثل الجوع، حيث يبحث الفرد عن الطعام، أو في حالة الرغبة-المتعة، من أجل تقليل الألم أو تجنبه. يمكن اعتبار الدافع الجنسي على أنه حاجة بيولوجية أو شغف يلهم الأفراد للبحث عن التجارب الجنسية والمتعة الجنسية والاستجابة لها. ومع ذلك، لن يسعى أعضاء جميع الأنواع (بما في ذلك البشر) إلى الانخراط في نشاط جنسي مع أي نوع محدد، لأن الانجذاب يلعب دورًا كبيرًا في الرغبة الجنسية. توجد نظرية الدافع الحافز في هذا الإطار. تنص هذه النظرية على أن قوة الدافع نحو النشاط الجنسي تعتمد على قوة المنبهات (فورية المحفزات)، وإذا تحقق الشبع، فإن قوة المحفزات/الحافز ستزداد في المستقبل. يرتبط الدافع الجنسي ارتباطًا وثيقًا بالعوامل البيولوجية مثل الحالة الصبغية والهرمونية والحالة التغذوية والعمر والصحة العامة. الرغبة الجنسية هي المرحلة الأولى من دورة الاستجابة للجنس البشري. يمكن تمثيل النموذج التقليدي لدورة الاستجابة الجنسية للإنسان على النحو التالي: الرغبة - الإثارة - النشوة - الحل. يُعتقد أن الرغبة الجنسية، على الرغم من كونها جزءًا من دورة الاستجابة الجنسية، متميزة ومنفصلة عن الإستثارة الجنسية التناسلية. لقد قيل أيضًا إن الرغبة الجنسية ليست مرحلة مميزة في الاستجابة الجنسية. بل إنها شيء يستمر من خلال الإثارة والنشوة ويمكن أن يستمر حتى بعد النشوة الجنسية. على الرغم من أن النشوة الجنسية قد تجعل من الصعب على الرجل الحفاظ على الانتصاب أو استمرار المرأة في الترطيب المهبلي، إلا أن الرغبة الجنسية يمكن أن تستمر مع ذلك.
في الإطار الاجتماعي والثقافي، تشير الرغبة الجنسية إلى التوق إلى النشاط الجنسي من أجل ذاته، وليس لأي غرض آخر غير مجرد الاستمتاع وإرضاء الفرد أو إطلاق بعض الضغط الجنسي. يمكن أيضًا إنتاج الرغبة والنشاط الجنسيين للمساعدة في تحقيق بعض الوسائل الأخرى أو للحصول على بعض المكافآت الأخرى التي قد لا تكون جنسية في الأصل، مثل زيادة التقارب والتعلق بين الشركاء. الرغبة الجنسية ليست دافعًا؛ قد يعني هذا أن الأفراد لديهم المزيد من السيطرة الواعية على رغبتهم الخاصة. ومع ذلك، قد تدفع التأثيرات الاجتماعية والثقافية الذكور والإناث إلى أدوار خاصة بالجنس إذ يُتوقع استخدام النصوص الاجتماعية التي تملي المشاعر والاستجابات المناسبة للرغبة والنشاط الجنسيين. قد يؤدي هذا إلى الصراع حيث لا تتحقق رغبات الفرد بسبب العواقب الاجتماعية المتوقعة لأفعاله، ما يسبب الإحباط. يقترح بعض المنظرين أن تجربة الرغبة الجنسية قد تكون مؤسِسة اجتماعياً. ومع ذلك، يرى البعض أنه على الرغم من أن العوامل الاجتماعية والثقافية لها تأثير كبير على تجربة الرغبة الجنسية، فإنها لا تلعب دورًا كبيرًا إلا بعد أن تؤثر العوامل البيولوجية في البداية على الرغبة. هناك رأي آخر هو أن الرغبة الجنسية ليست بناءًا اجتماعيًا ولا دافعًا بيولوجيًا. وفقًا لجيمس غايلز، إنها بالأحرى حاجة وجودية تستند إلى الشعور بعدم الاكتمال الذي ينشأ من تجربة كونك مجندرًا.
هناك العديد من الباحثين الذين يعتقدون أن التأكيد على أي نهج فردي لدراسة النشاط الجنسي البشري واستبعاد الآخرين ليس منطقيًا ويؤدي إلى نتائج عكسية. إن عمليات التكامل والتفاعل بين المناهج والتخصصات المتعددة هي التي ستتيح لنا الفهم الأكثر شمولاً للجنس البشري من جميع الزوايا. قد يوفر نهج واحد عواملًا ضرورية لدراسة الرغبة، لكنه ليس كافياً. يمكن أن تظهر الرغبة الجنسية بأكثر من طريقة؛ إنها مجموعة متنوعة من السلوكيات والإدراك والعواطف المختلفة، مجتمعة. يقترح ليفين أن الرغبة الجنسية لها ثلاثة مكونات تربط عدة وجهات نظر نظرية مختلفة معًا:
1. المحرك: المكون البيولوجي. وهذا يشمل التشريح وفيزيولوجيا الغدد الصم العصبية.
2. الدافع: المكون النفسي. يتضمن ذلك تأثيرات الحالات العقلية الشخصية (المزاج)، والحالات الشخصية (مثل العاطفة المتبادلة والخلاف)، والسياق الاجتماعي (مثل حالة العلاقة).
3. التمني: المكون الثقافي. هذا يأخذ بعين الاعتبار المُثل الثقافية والقيم والقواعد المتعلقة بالتعبير الجنسي والتي تعتبر خارجية بالنسبة للفرد.